# 32. korpus (JLA)
Za druge 32. korpuse glejte 32. korpus.
32. korpus (tudi Varaždinski korpus) je bil pehotni korpus v sestavi Jugoslovanske ljudske armade.
To je bil eden izmed korpusov JLA, ki so bili neposredno vpleteni v slovensko osamosvojitveno vojno.

## Zgodovina
27. junija 1991 je poveljnik korpusa, general Vladimir Trifunović, dobil ukaz, da pošlje vojaške enote, ki bodo zasegla mejne prehode na Štajerskem. V ta namen oz. v pomoč je Trifunović odposlal 4 samostojne kolone.
Prva kolona je bila odposlana istega dne iz Varaždina z namenom, da zaseže Mednarodni mejni prehod Gornja Radgona; kolono je sestavljalo pet tankov in deset oklepnih transporterjev. Ta kolona je bila zaustavljena pri Ormožu, nakar se je vrnila nazaj v Varaždin.
Druga kolona 9 tankov je prodrla v Slovenijo tudi 27. junija. Uničila je Mejni prehod Središče ob Dravi in barikado v Pušencih. Prodrla je v Ormož, kjer je naletela na močan odpor, zato se je umaknila proti Ljutomerju. Toda pri Kačurah in Mekotnjaku je bila kolona napadana, tako da se je zgodaj zjutraj 28. junija vrnila nazaj na Hrvaško.
Tretja kolona je bila odposlana 27. junija zvečer. Sestavljajo jo je: 4 tanki, 10 oklepnih transporterjev, 6 tovornjakov, 2 cisterni, 2 vozili za zvezo in 2 terenski vozili. To je bila najmočnejša enota, ki jo je korpus poslal v Slovenijo in edina, ki je osvojila zadani cilj. Tako je uspela prodreti do mejnega prehoda Gornja Radgona in ga zasesti, a z velikimi izgubami (izgubila je vsa neoklepna vozila in več pripadnikov). To je bil edini primer zasedbe mejnega prostora s strani JLA na področju Vzhodnoštajerske pokrajine TO. Preostala oklepna vozila so se umaknila nazaj na Hrvaško šele 4. julija, po razglasitvi premirja.
Zadnja, četrta kolona je na pot krenila 28. junija ob 10.30. Imela je 3 tanke, 4 oklepne transporterje, 5 tovornjakov, cisterno in vozilo za zveze; poleg tega pa sta kolono spremljala še dva pehotna voda. Kolona je dobila nalogo, da prodre proti Murskem Središču in ga zasede. Tudi ta kolona je bila na poti večkrat napadene, dokler je niso dokončno zaustavili pri Banfiju.

## Organizacija
Avgust 1991
- poveljstvo
- 32. bataljon vojaške policije
- 32. bataljon za zveze
- 32. dopolnilni bataljon
- 32. sanitetni bataljon
- 32. avtotransportni bataljon
- 32. mehanizirana brigada
- 265. oklepno-mehanizirana brigada
- 158. mešana protioklepna artilerijska brigada
- 288. mešana protioklepna artilerijska brigada
- 32. partizanska divizija
- 42. obmejni bataljon

## Poveljstvo
Poveljnik
- general Jevrem Cokić (? - maj 1991)
- general Vladimir Trifunović (maj 1991-?)